# 徐人取舒之战
徐攻舒之战，公元前657年（周惠王二十年、鲁僖公三年），徐国军队攻占舒国都城（今安徽省庐江县）的作战。
徐国原是位于泗河上游的古国，后因周朝王室及鲁国的不断侵扰，被迫南移。周宣王时已迁至淮河、泗河地区，定都于今江苏省泗洪县南。春秋时期，鲁国、齐国势力逐渐南侵。徐国为图存发展，向大国势力尚未到达的群舒地区扩张。群舒居住在大别山以东，前657年，徐国发兵下攻舒，击败舒军，攻克舒国都城。